# Stoffig schorssteeltje
Stoffig schorssteeltje (Chaenotheca stemonea) is een korstmos behorend tot de familie Coniocybaceae. Het leeft in symbiose met de alg Stichococcus.

## Ecologie
Stoffig schorssteeltje komt voor in zeer diepe schorsspleten van oude, veelal monumentale, solitaire bomen.

## Verspreiding
Stoffig schorssteeltje komt voor in Europa, Noord-Amerika, Azië, Australië en Nieuw-Zeeland. In Nederland is stoffig schorssteeltje zeldzaam. De zwaartepunten van de verspreiding liggen alhier op de hogere zandgronden en in de vastelandsduinen. Stoffig schorssteeltje staat niet op de Rode Lijst en is niet bedreigd.